# Jack Black (écrivain)
Pour les articles homonymes, voir Jack Black (homonymie) et Black.
John Black (né Thomas Callaghan en 1871 et mort probablement en 1932) est un vagabond, cambrioleur professionnel, écrivain et archiviste pour le San Francisco Call, journal de la fin du XIXe siècle et du début du XXe.

## Biographie
Né en 1871 près de Vancouver, au Canada, il passe son enfance aux États-Unis dans le Missouri. Il est l'auteur de Personne ne gagne (You Can’t Win, Macmillan, 1926), mémoires ou ébauche d’autobiographie décrivant sa vie sur la route et en tant que hors-la-loi. Il s’agit d’un livre anti-crime incitant les criminels à se ranger, mais aussi d’une critique sur la futilité des prisons et du système de justice criminelle, d’où le titre du livre. John Black parle de son expérience : il a passé trente ans (dont quinze dans différentes prisons) en tant que criminel itinérant ; et nous livre ses aventures en tant que voleur à main armée, cambrioleur, voleur à la tire et opiomane. Il devient célèbre pour son association avec William S. Burroughs et ses écrits ont fortement influencé les écrits et la vie de l’ensemble de la Beat Generation. 
John Black est essentiellement une figure anonyme ; sa véritable identité reste incertaine bien qu’un article de journal daté de 1912 le présente en tant que Thomas Callaghan. Entre autres surnoms, ses compagnons criminels l’appelaient Blacky. 
Après sa dernière condamnation en prison, John Black se lie d’amitié avec le riche mécène Fremont Older et travaille pour son journal The San Francisco Call. Il travaille en parallèle à son autobiographie avec Rose Wilder Lane et finit par composer des essais et donner des lectures sur la réforme du système carcéral à travers le pays. Il aurait aussi reçu un salaire de 150 $ par semaine pour rédiger une pièce de théâtre intitulée Salt Chunk Mary, écrite en collaboration avec Bessie Beatty et basée sur la tristement célèbre alliée des vagabonds et receleuse du même nom dans You Can’t Win. La pièce ne rencontre aucun succès, bien qu’elle fait gagner à son auteur une certaine popularité qui s’essouffle très vite.
Sa philosophie de vie a fortement influencé William S. Burroughs qui s’est associé avec des personnages similaires dans sa jeunesse et a imité le style de Rien à faire avec son premier livre publié, Junkie. Les écrits de Black ont aussi fortement influencé les écrits et la vie de la Beat Generation. 
Il se serait suicidé par noyade en 1932. Il avait dit à ses amis que si la vie devenait trop sombre, il partirait à la rame du port de New York et, les pieds lestés, se laisserait passer par-dessus bord. Dans Rien à faire, Black décrit cet état d’esprit comme être « prêt pour la rivière ».

## Œuvre
- You Can't Win, Macmillan Company, New York, 1926 (préface de Robert Herrick) ; réédition sous le titre You Can't Win: the Autobiography of John Black, Amok Press, New York, 1988. (Préface par William S. Burroughs.) Publié en français sous le titre Rien à faire, trad. fr. M. Lemierre, Paris, Gallimard, 1932 ; rééd. dans une nouvelle traduction de Jeanne Toulouse sous le titre Yegg : autoportrait d'un honorable hors-la-loi, suivi de Qu'est-ce qui cloche chez les honnêtes gens ?, Arles, Les Fondeurs de briques, coll. « Ultramarine », 2007  (ISBN 978-2-916749-03-7) ; rééd. sous le titre Personne ne gagne, préf. Thomas Vinau, postf. William S. Burroughs, Monsieur Toussaint Louverture, coll. « Les Grands Animaux », Bordeaux, 2017  (ISBN 979-10-90724-32-7), présentation éditeur.